# Ivan Lučić
Ivan Lučić (Viena, 23 de março de 1995) é um futebolista austríaco que atua como goleiro. Defende atualmente o Hajduk Split.

## Clubes
Iniciou no SV Ried vindo para o Bayern em 2014. Em 27 de julho de 2016 transferiu-se ao Bristol City.

## Títulos

### Bayern de Munique
- Bundesliga: 2015–16